# Culex germaini
Culex germaini är en tvåvingeart som beskrevs av Geoffroy 1974. Culex germaini ingår i släktet Culex och familjen stickmyggor.
Artens utbredningsområde är Centralafrikanska republiken. Inga underarter finns listade i Catalogue of Life.